# Санкт-Барбара-ім-Мюрцталь
Санкт-Барбара-ім-Мюрцталь (нім. Sankt Barbara im Mürztal) — ярмаркова комуна  (нім. Marktgemeinde)  в Австрії, у федеральній землі Штирія. 
Входить до складу округу Брук-Мюрццушлаг.  Населення становить 6726 осіб (станом на 31 грудня 2015 року). Займає площу 112 км². Заснована 1 січня 2015 шляхом об'єднання трьох незалежних поселень: Міттердорф-ім Мюрцталь, Вартберг-ім-Мюрцталь та Вайч.